# Internationale Marianische Päpstliche Akademie
Die Internationale Marianische Päpstliche Akademie (lat.: Pontificia Academia Mariana Internationalis PAMI) ist eine Päpstliche Akademie mit Sitz in der Vatikanstadt zur Koordination von Wissenschaftlern und Studenten der Mariologie.

## Geschichte
Die Akademie wurde im Juli 1946 vom Orden der Minoriten mit der Aufgabe der Organisation der wissenschaftlichen Debatten und Konferenzen sowie Sorge für die Veröffentlichung der Bibliotheca Mariana gegründet. Im Dezember 1959 gab Johannes XXIII. ihr die Erlaubnis den Titel Päpstliche Akademie zu tragen.

## Aufgaben
Die Akademie vereint eine Reihe von Experten der großen christlichen Konfessionen (orthodoxe Christen, Protestanten und Katholiken) sowie Muslime. Sie koordiniert die verschiedenen nationalen Mariologischen Gesellschaften und soll Wachsamkeit gegen jeden marianischen Exzess oder Minimalismus üben. Alle vier Jahre organisiert sie den Internationalen Mariologischen Kongress.
Im April 2023 richtete der Vatikan eine neue zentrale Beobachtungsstelle für Marienerscheinungen ein, deren Zuständigkeit bei der Päpstlichen Marianischen Akademie liegt.

## Mitglieder
Der Präsident und der Sekretär werden vom Papst für fünf Jahre ernannt. Die ordentlichen Mitglieder werden für denselben Zeitraum ernannt.

### Vorsitz
- Stefano M. Cecchin OFM (Präsident)[4]
- Marco Antonio Mendoza Martínez OFM (Sekretär)[5]

### Ordentliche Mitglieder (51)
- Grzegorz Bartosik
- Vincenzo Battaglia
- Giancarlo Bruni
- Antonio Calero
- Cecchin Stefano
- Chelia Chua
- Luciano Cristino
- Enrico dal Covolo
- Luca Di Girolamo
- Antonio Escudero
- Gino Alberto Faccioli
- Francisco Fernández Jiménez
- Juan Miguel Ferrer Grenesche
- Deyanira Flores
- Bruno Forte
- Eugenio Galignano
- Bruni Giancarlo
- Lutgart Govaert
- Manfred Hauke
- Jean Kawak
- Boguslaw Kochaniewicz
- Janusz Królikowski
- Denis Kulandaisamy
- Janusz Kumala
- Alfonso Langella
- Gennadios Limouris
- Petar Lubina
- Silvano Maggiani
- Corrado Maggioni
- Frédéric Manns
- Franco Manzi
- Mario Maritano
- Michele Giulio Masciarelli
- Cettina Militello
- Isabell Naumann
- Luca Maria Oka Ritsuko
- Jan Pach
- Kazimierz Pek
- Salvatore M. Perrella
- Miguel Ponce Cuéllar
- José Antonio Riestra
- Gian Matteo Roggio
- Álvaro Román Villalón
- German Rovira
- Alfred Sabaté Botet
- Jean-Pierre Sieme Lasoul
- Teofil Siudy
- Wacław Siwak
- Manlio Sodi
- Román Sol Rodríguez
- Alberto Valentini
- Enrico Vidau
- Wojciech Życiński

### Mitgliederad honorem(212)
- Viviana Agliozzo
- Domenico Albergoni
- Alessio Martinelli
- Santiago Álvarez Ortega
- Marco Anghileri
- Bernard Ardura
- Juan José Asenjo
- Daniele Baccomo
- Pietro Baccomo
- Mario Ballabio
- Ernestina Balossi
- Alessandro Barcella
- Antonio Bau
- Wolfgang Beinert
- Cesare Benaglia
- Antonia Bellomo
- Antonio Bertino
- Luigi Bettini
- Edward Białogłowski
- Luca Bianchini
- Filippo Bignardi
- Fabrizio Bocci
- Alberto Bonaiti
- Aloisio Bonfanti
- Gilles Bourdeau
- Claudio Brivio
- Virginio Brivio
- Bertrand Buby
- Roberto Busti
- Enzo Buzzoni
- Luca Buzzoni
- Teresa Maria Cadenazzi
- Benedict Camilleri
- Giovanni Candino
- Davide Cantù
- Maria Cappelli Viotto
- Roquel Cardenas
- Cristian Carro
- Ugo Carsana
- Giuseppe Catizone
- Paolo Cattaneo
- Franco Cecchin
- Ubaldo Cesana
- Sabrina Civilini
- Monica Colli
- Gisella Colombo
- Matteo Comi
- Max Comi
- Isabella Corbetta
- Domenico Cremaschi
- Maria Viviana Cremaschi
- Carmela Crisafi
- Vincenzo Crisafi
- Alessandro De Angelis
- Giuseppina de Pasquale
- Cornelio Del Zotto
- Federico Delclaux
- Filippo di Lelio
- Luis Díez Merino
- Michele Di Santo
- Juan Esquerda Bifet
- Fabio Falcinella
- Olga Fraschini
- Cesare Fumagalli
- Maria Luisa Galbiati
- Giusy Galbiati
- Maria Assunta Galbiati
- Paolo Galbiati
- Pietro Galbiati
- Antonietta Gallo
- Maria Luisa Gallo
- Manuel García García
- Lawrence Gatt
- Valeria Gilardi
- Maria Maddalena Giorni
- Carlo Maria Giudici
- Giacomo Graff
- Carlo Greppi
- Stefano Gualtieri
- Giorgio Guerrini
- Maurizio Guglielmetti
- Marilena Guglielmana
- Marie-Thérèse Huguet
- Alois Kothgasser
- Józef Kowalczyk
- René Laurentin
- Daniela Leghi
- Fabio Locatelli
- Mansueto Locatelli
- Jessica Locatelli
- Francesca Lombardo
- Jean Longère
- Liliana Longhi
- Pier Luigi Losa
- Giancarlo Losi
- Francesca Losi
- Antonio Lozza
- Adam Joseph Maida
- Juan Mairena Valdayo
- Giuseppe Manganaro
- Sabina Marchio
- Francesco Marra
- Pietro Martinoli
- Pier Luigi Marzorati
- Izydor Matuszewski
- Maria Carmen Mauri
- Mario Efrem Mauri
- Giovanni Mauri
- Fernando Mendoza Ruiz
- Fernando Mercieca
- Milani Adalberto
- Carlo Milano
- Wilma Milani
- Bruno Molinari
- Francesco Motta
- Jan Nalaskowski
- Stanisław Celestyn Napiórkowski
- Ferdinando Nava
- Miguel Ángel Núñez
- Giampietro Omati
- Fernando Ojeda
- Carla Panatti
- Cristian Panzeri
- Franco Panzeri
- Ileana Panzeri
- Ivan Panzeri
- Monica Panzeri
- Carlo Pierluigi Parente
- Maria Marcellina Pedico
- Nicola Perego
- Edo Perišić
- Carlo Andrea Perotti
- Edoardo Persenico
- Fabiola Persenico
- Fabrizio Pierpaoli
- Emanuele Pitto
- Miguel Ponce Cuéllar
- Paul Poupard
- Renata Pozzoni
- Ferdinando Pratzner
- Nino Prete
- Nicola Prete
- Bolesław Pylak
- John Michael Quinn
- Roberto Rasia Dal Polo
- Giovanni Battista Re
- Arnaldo Redaelli
- Claudio Redaelli
- Antonio Regina
- Vincenzo Ricciardi
- Marco Riscaldati
- Enzo Ricciardi
- Elena Riva
- Daniele Riva
- Gioachino Riva
- Giovanni Riva
- Ildefonso Riva
- Pier Luigi Riva
- Lucia Riva
- Filippo Rocca
- Franc Rodé
- Maurizio Rolla
- Leone Rosato
- Maria José Rota
- Stefano Rotasperti
- Loredana Rotasperti
- John Roten
- Davide Rovagnati
- Camillo Ruini
- Stefano Sala
- Giovanni Sala
- Giampietro Sala
- Richard Schulte-Staade
- Ante Sekulić
- Ada Selva
- Daniela Selva
- Elena Selva
- Claudio Sgherbini
- Giuseppe Silvano
- Stefano Simeone
- Sironi Silvano
- Gianvito Stasi
- Giovanni Stefanoni
- Jean Stern
- Andrea Tagliabue
- Daniela Tagliabue
- Enrico Tagliabue
- Giacomo Tagliabue
- Julio César Terán Dutari
- Maria Terraneo Baccomo
- Thomas Thompson
- Ermanno M. Toniolo
- Filippo Tramelli
- Roberto Trussardi
- Armando Turrisi
- Chiara Turrisi
- Simone Turrisi
- Marco Valentini
- Dario Valsecchi
- Alberto Valsecchi
- Guido Villa
- Stefano Vimercati
- Renato Viotto
- Vittori Battista
- Jan Wątroba
- Julian Wojtkowski
- Elías Yanes Álvarez
- Anton Ziegenaus

### Verstorbene Mitglieder (175)
- Krikor Bedros XV. Agagianian
- Honorio Aguilera Chávez
- Angelo Amato
- José Augusto Alegria
- Joaquin M. Alonso
- Carlos Amigo Vallejo
- Gabriele Amorth
- Giulio Andreotti
- Josip Antolović
- Luis Aponte Martínez
- Bernardo Aperribay
- Francisco Arango Montoya
- Francisco José Arnáiz Zarandona
- Paulo Evaristo Arns
- Italo Baldazzi
- Carlo Balić
- Lucjan Balter
- Guilherme Baraúna
- Henri Barré
- Augustin Bea
- Josef Hermann Beckmann
- Ismael Bengoechea Izaguirre
- Renzo Bertalot
- Giovannella Bertè Ferraris di Celle
- Domenico Bertetto
- Giuseppe M. Besutti
- Bernard Billet
- Marijan Biškup
- Alfred Boeddeker
- Jean-François Bonnefoy
- Jordi Bou i Simon
- Joaquim Oliveira Bragança
- Michael Browne
- Jutta Burggraf
- Ignacio M. Calabuig
- Gaspar Calvo Moralejo
- Nicola Canali
- Loris Francesco Capovilla
- Roberto Caro
- Juniper B. Carol
- Eamon Carroll
- Rafael Casasnovas Cortés
- Juan María Cascante Dávila
- Giovanni Castellani
- Jesús Castellano Cervera
- Nikol Joseph Cauchi
- Henri Cazelles
- Fernando Cento
- Mario Luigi Ciappi
- Amleto Giovanni Cicognani
- Lino Cignelli
- Edward Bede Clancy
- Carlo Colombo
- Carlo Confalonieri
- Borna Corić
- Franz Courth
- Manuel Cuervo
- Joseph Cunnane
- José Antonio de Aldama y Pruaño
- Jaime de Barros Câmara
- Bernardis De Tommaso
- Stefano De Fiores
- Ignace de La Potterie
- Renée de Tryon-Montalembert
- Édouard Dhanis
- Lorenzo Di Fonzo
- Gabino Díaz Merchán
- Ildefons Maria Dietz
- Marcel-Marie Dubois
- Michel Dupuy
- Julius Döpfner
- Valery Escalar
- André Feuillet
- Giuseppe Filograssi
- Francisco Franco
- Frane Franić
- Francesco Maria Franzi
- Luigi Gambero
- Bernardino García
- Narciso García Garcés
- Salvatore Garofalo
- Manuel Garrido Bolaño
- Réginald Garrigou-Lagrange
- Roland Gauthier
- Gabriele Giamberardini
- William Godfrey
- Ignacio Carlos González
- Maurizio Gordillo
- Roger Greenacre
- Milagros Gregorio
- Andrew Gregory Grutka
- Isidoro Guerra Lazpiur
- Philip Hannan
- Ignatius Antoine II. Hayek
- Basilio Heiser
- Laurentino María Herrán
- Edward Daniel Howard
- José Ibáñez Martín
- Javier Ibañez
- Zachariasz Jabłoński
- Philippe Jobert
- Martin Jugie
- Théodore Koehler
- Bruno Korošak
- Constantino Koser
- Andrzej Ludwik Krupa
- Franz König
- Reinhard Lettmann
- Enrique Llamas Martínez
- Javier Lozano Barragán
- Albino Luciani
- Joseph Lupi
- Valerio Maccagnan
- Franciszek Macharski
- Alberto Martín Artajo
- Miroslaw Marusyn
- Reginald Masson
- Lucas Francisco Mateo Seco
- Joachim Meisner
- Paolo Melada
- Salvatore Maria Meo
- Charles Molette
- Andrés Molina Prieto
- Bernardo Monsegú
- Giovanni Battista Enrico Antonio Maria Montini
- José Manuel de Morais
- Matthew Flavian Morry
- Karol Mrowiec
- Salvador Muñoz Iglesias
- Antonios Naguib
- Émile Neubert
- Marie-Joseph Nicolas
- Virgilio Noè
- Rodrigue Normandin
- Stanisław Nowak
- Michael O'Carroll
- Edward O’Connor
- Félix Ochayta Prieto
- Alfredo Ottaviani
- Pietro Parente
- Pacifico Perantoni
- Gérard Philips
- Antonio Piolanti
- João Pires de Campos
- Alfonso Pompei
- Candido Pozo
- Jean Rivain
- George Roche
- Angelo Giuseppe Roncalli
- Gabriel Roschini
- Ruggero Rosini
- Angelo Sala
- Leo Scheffczyk
- Michael Schmaus
- Hans-Christoph Schmidt-Lauber
- Alfredo Ildefonso Schuster
- Cherubino Sericoli
- Giuseppina Simoncini Bonaiti
- Giuseppe Siri
- Francis Spellman
- Raimondo Spiazzi
- Léon-Joseph Suenens
- Georg Söll
- Domenico Tardini
- Eugène Tisserant
- Jerzy Tomziński
- Amleto Tondini
- Lionello Torosani
- Eduardo Torra de Arana
- Sebastian Tromp
- Stanisław Turek
- Giovanni Urbani
- Léon Veuthey
- Antoine Wenger
- Karol Józef Wojtyła
- Stefan Wyszyński

### Korrespondierende Mitglieder (180)
- Wissam Abou Nasser
- Clara Aiosa
- Francois Akl
- Javier Alson Harán
- Carmen Álvarez Alonso
- Antonio Aranda Lomeña
- Antonio María Artola Arbiza
- Victor Atencio
- Adrian Attard
- Alexandre Awi Mello
- Carlo Barera
- Juan Luis Bastero de Elizalde
- Vitomir Belaj
- Metod Benedik
- Giuseppe Bezzina
- Claude Billot
- Eugênio Antonio Bisinoto
- Ursula Bleyenberg
- Ivan Bodrozic
- Jenura Clotilde Boff
- Antonino Bono
- Fadi Bou Chibil
- Boutros Bou Nassif
- Luigi Bressan
- Miguel Brugarolas Brufau
- Thilo H. Buchmüller
- Gerard Buhagiar
- Rosa Calì
- Arthur Calkins
- Anna Maria Calzolaro
- Paolo Cancelli
- Martín Carbajo Núñez
- Antonio Carfì
- Umberto Casale
- Daniel Cerqueira Afons
- Constantino Charalambidis
- Eduardo Chávez Sánchez
- Marek Chmielewski
- Gianni Colzani
- Massimo Consolaro
- Hugo Cordova
- Giovanni Costi
- Ctirad Václav Pospíšil
- María Cuende Plaza
- Rafael M. da Silva
- Maria Manuela de Carvalho
- Antonio de Sousa Carvalho
- Daniela del Gaudio
- Miguel Angel Medina Delgado
- Candido Dias Dos Santos
- Achim Dittrich
- Gloria Falcão Dodd
- Jerzy Domański
- Jose Arturo Domínguez Asensio
- Antonio Donghi
- Bonaventura Duda
- François Eid
- Marwan El Khoury
- Priamo Etzi
- Boulos Fahed
- Robert Fastiggi
- David J. Fleming
- Eugenio Foti
- Matthias Frenz
- Andreas Fuchs
- Jaime Rafael Fuentes Martín
- Anna Gąsior
- Jan Sergiusz Gajek
- Sergio Gaspari
- Nela Veronika Gašpar
- Musie Ghebreghiorghis
- Brunero Gherardini
- Angelo Gila
- Vittorino Girardi
- Antranig Granian
- Antonino Grasso
- Leopold Grčar
- M. Michel Gunther
- Valdivino Guimarães
- Paul Michael Haffner
- Robert Hoffmann
- Markus Hoffmann
- Rinaldo Iacopino
- Daniel Lázaro Ilzo
- Arokiam John
- Gabrijel Hrvatin Jurišić
- Jerzy Karbownik
- Ivan Karlić
- Roman Karwacki
- Naji Khalil
- Jocelyne Khoueiry
- Zdzisław Józef Kijas
- Herbert King
- Antranic Kiranian
- George F. Kirwin
- Karol Klauza
- Florian Kolfhaus
- Katarina Koprek
- Valerija Kovač
- Zoltán Kovács
- Marian Kowalczyk
- Vlado Košić
- Michael Kreuzer
- Fermín Labarga García
- Marielle Lamy
- Antonio de Jesús Larocca
- Enzo Lodi
- Ligia Man
- Ljudevit Anton Maračić
- Domenico Marcucci
- Vittoria Marini
- Filippo Marino
- Alessio Martinelli
- Celedonio Martínez Daniel
- Danuta Mastalska
- Joan Antoni Mateo García
- Stanisław Bogusz Matuła
- Roman Mazurkiewicz
- William Mc Loughlin
- Giorgian Mesrup
- Hrvojka Mihanović Salopek
- Luciana Mirri
- Walid Moussa
- Charles Georges Mrad
- Afonso Murad
- Maria Maura Muraro
- Flavien Muzumanga Ma-Mumbimbi
- Pierre Najem
- Mercedes Navarro Puerto
- Johannes Nebel
- Franquelim Neiva Soares
- Władysław Nowak
- Georgina Onofre Villalba
- Ursula Okolie
- Francisco Palacios
- André Luis Passos
- Maria Elisabetta Patrizi
- Telesphora Pavlou
- Marija Pehar
- Elio Peretto
- Danielle Peters
- Francesco Petrillo
- Jim Phalan
- Stanisław Piętka
- Ernesto Piacentini
- Maria Agnese Pignataro
- Silvia Polizzi
- Paulin Sebastian Pocouta
- Laura Provera
- Gaspar Quintana Jorquera
- Carla Rossi Espagnet
- Stefano Rosso
- Saturnino Ruiz de Loizaga
- Kumiko Sakamoto
- John Samaha
- Kaspra Olga Sannikova
- Joachim Schmiedl
- Johannes Schneider
- Joseph Schumacher
- Dila Shtjefni
- Pasquale Silla
- Heinz-Meinolf Stamm
- Adriano Stasi
- Michael Stickelbroeck
- Harry William Michel Tajra
- Boutros Tarabay
- William A. Thomas
- Jincy K. Valiaparambil
- Dominic Veliath
- Maria Cecilia Visentin
- Imre von Gaál
- Petar Vrankić
- Brigitte Waché
- Józef Waśniowski
- Yumi Watanabe
- Regina Willi
- Adam Wojtczak
- Elena Zecchini